# Qeyssarie-Basar
Der Qeyssarie-Basar (persisch بازار قیصریه Basar-e-Qeyssarie, DMG Königlicher Markt, IPA:  [bɑzɑɾ ɛ ɢɛjsæɾijɛ]) (auch Soltani-Basar (persisch بازار سلطانی Basar-e-Soltani, IPA:  [bɑzɑɾ ɛ soltɑni])) ist ein historischer Basar in der iranischen Stadt Isfahan. Der Basar ist ein hauptsächliches Zentrum zum Verkauf der Teppiche und Kelime. Er wurde 1620 an der Nordseite des Meidān-e-Emām-Platzes gebaut und war ein großes, luxuriöses geschäftliches Zentrum in der Safawiden-Ära. Er verbindet den Naqsch-e-Dschahān-Platz mit dem Atiq-Platz und seldschukischen Teil Isfahans.
Der Eingang zum Basar wirkt im Gegensatz zu den anderen Portalen des Meidān-e Emām eher unscheinbar. Doch lagen ihm bei seiner Fertigstellung moderne Überlegungen zugrunde.
Als Abbas I. Isfahan als seine Residenz neu gestaltete, legte er nicht nur Wert auf einen angemessenen Palast und prächtige Moscheen, sondern beschäftigte sich auch mit Fragen des Handels und der Sicherheit. Der frühere Basar der Stadt hatte sich, relativ weit vom Palastbezirk entfernt, unübersichtlich, eng und unkomfortabel um die Freitagsmoschee herum gedrängt. Abbas wollte das künftige Zentrum von Handel und Handwerk im Herzen der Stadt, nahe seiner eigenen Residenz und seiner Sicherheitskräfte wissen. Entstehen sollte ein modernes, großzügiges Areal, das allen Händlern, Handwerkern und Dienstleistern ausreichend Platz und Schutz und eine moderne Infrastruktur bieten sollte.
Der Qeyssarie-Basar zieht sich vom Eingang am Nordende des Meidān-e Emām und schlängelt sich nördlich bis zur Freitagsmoschee, wo er früher endete und begrenzt war, sich heute aber in weitere kleinere Basare aufteilt. Bis heute wird – nunmehr nur noch symbolisch und nicht mehr aus Sicherheitsgründen – das Eingangstor zum Basar abends verschlossen.
Der Eingang ist mit astrologischen Zeichen geschmückt. Die Spandrillen zeigen Kacheln mit zentaurenähnlichen Figuren, die sich nach hinten wenden und mit Pfeil und Bogen schießen. Diese Darstellungen mögen von der Angewohnheit der Parther herrühren, sich bei Reiterangriffen im Sattel zu drehen und den rückwärtigen Feind mit Pfeilen zu überziehen. Die Figuren erinnern dabei auch an den Schützen, das Sternzeichen der Stadt.
Der Qeyssarie-Basar besteht aus diesen Teilen: 
- Orian-Basar
- Harunie
- Nimaward-e-Golschan
- Machlas
- Samawarsazha (Die Samowarmacher)
- Maqsudbeyk

Im Qeyssarie-Basar gibt es viele historische Bauten, wie zum Beispiel, Kassegaran-Schule, Nimawar-Schule, Sadr-Schule, Chayyatha-Moschee, No-Moschee, Solfaghar-Moschee, Schische-Moschee und Dschartschi-Moschee. Die Qeyssarie-Pforte ist der Haupteingang zu diesem Basar.